# Campionat del món d'escacs femení de 1959
El campionat del món d'escacs femení de 1959 fou guanyat per Ielizaveta Bíkova, que va defensar el seu títol amb èxit contra l'aspirant Kira Zvorykina.

## Torneig de Candidates, 1959
El Torneig de Candidates es va celebrar a Plòvdiv el maig de 1959 i fou guanyat per Zvorykina, que va obtenir així el dret de reptar la campiona regnant Bíkova pel títol.
|    | Jugadora                              | 1 | 2 | 3 | 4 | 5 | 6 | 7 | 8 | 9 | 10 | 11 | 12 | 13 | 14 | 15 | Punts | Desempat |
| -- | ------------------------------------- | - | - | - | - | - | - | - | - | - | -- | -- | -- | -- | -- | -- | ----- | -------- |
| 1  | Kira Zvorykina (Unió Soviètica)       | - | ½ | ½ | ½ | ½ | 1 | ½ | 1 | 1 | 1  | 1  | 1  | 1  | 1  | 1  | 11½   |          |
| 2  | Verica Nedeljković (Iugoslàvia)       | ½ | - | ½ | 1 | 1 | 1 | 1 | ½ | 1 | 0  | 1  | 1  | 1  | ½  | ½  | 10½   |          |
| 3  | Larissa Volpert (Unió Soviètica)      | ½ | ½ | - | ½ | ½ | 0 | 1 | ½ | 1 | 1  | 1  | 0  | 1  | 1  | 1  | 9½    |          |
| 4  | Salme Rootare (Unió Soviètica)        | ½ | 0 | ½ | - | ½ | 0 | 1 | ½ | 1 | 1  | ½  | ½  | 1  | 1  | 1  | 9     | 54.00    |
| 5  | Edith Keller-Herrmann (RDA)           | ½ | 0 | ½ | ½ | - | 0 | ½ | 1 | 1 | ½  | 1  | ½  | 1  | 1  | 1  | 9     | 53.50    |
| 6  | Milunka Lazarević (Iugoslàvia)        | 0 | 0 | 1 | 1 | 1 | - | 0 | 1 | 0 | 1  | 0  | ½  | ½  | 1  | 1  | 8     |          |
| 7  | Eva Ladanyike-Karakas (Hongria)       | ½ | 0 | 0 | 0 | ½ | 1 | - | 0 | ½ | 1  | ½  | ½  | 1  | 1  | 1  | 7½    |          |
| 8  | Valentina Borissenko (Unió Soviètica) | 0 | ½ | ½ | ½ | 0 | 0 | 1 | - | 0 | ½  | ½  | 1  | 1  | 1  | ½  | 7     |          |
| 9  | Olga Rubtsova (Unió Soviètica)        | 0 | 0 | 0 | 0 | 0 | 1 | ½ | 1 | - | 0  | ½  | 1  | ½  | 1  | 1  | 6½    |          |
| 10 | Kveta Eretova (Txecoslovàquia)        | 0 | 1 | 0 | 0 | ½ | 0 | 0 | ½ | 1 | -  | ½  | ½  | 1  | ½  | ½  | 6     |          |
| 11 | Gisela Kahn Gresser (Estats Units)    | 0 | 0 | 0 | ½ | 0 | 1 | ½ | ½ | ½ | ½  | -  | ½  | ½  | 0  | 1  | 5½    |          |
| 12 | Elfriede Rinder (RFA)                 | 0 | 0 | 1 | ½ | ½ | ½ | ½ | 0 | 0 | ½  | ½  | -  | 0  | ½  | 0  | 4½    | 33.75    |
| 13 | Maria Pogorevici (Romania)            | 0 | 0 | 0 | 0 | 0 | ½ | 0 | 0 | ½ | 0  | ½  | 1  | -  | 1  | 1  | 4½    | 20.50    |
| 14 | Paunka Todorova (Bulgària)            | 0 | ½ | 0 | 0 | 0 | 0 | 0 | 0 | 0 | ½  | 1  | ½  | 0  | -  | 1  | 3½    |          |
| 15 | Soledad Huguet (Argentina)            | 0 | ½ | 0 | 0 | 0 | 0 | 0 | ½ | 0 | ½  | 0  | 1  | 0  | 0  | -  | 2½    |          |

## Matx pel Campionat, 1959
El matx pel campionat del món es va diputar a Moscou el 1959. Bíkova va vèncer confortablement i va retenir el títol.
|                                    | 1 | 2 | 3 | 4 | 5 | 6 | 7 | 8 | 9 | 10 | 11 | 12 | 13 | Total |
| ---------------------------------- | - | - | - | - | - | - | - | - | - | -- | -- | -- | -- | ----- |
| Ielizaveta Bíkova (Unió Soviètica) | 0 | 1 | ½ | 1 | 0 | ½ | 1 | ½ | ½ | 1  | 1  | 1  | ½  | 8½    |
| Kira Zvorykina (Unió Soviètica)    | 1 | 0 | ½ | 0 | 1 | ½ | 0 | ½ | ½ | 0  | 0  | 0  | ½  | 4½    |